# Symbiopsis strenua
Symbiopsis strenua är en fjärilsart som beskrevs av William Chapman Hewitson 1877. Symbiopsis strenua ingår i släktet Symbiopsis och familjen juvelvingar. Inga underarter finns listade i Catalogue of Life.

## Bildgalleri

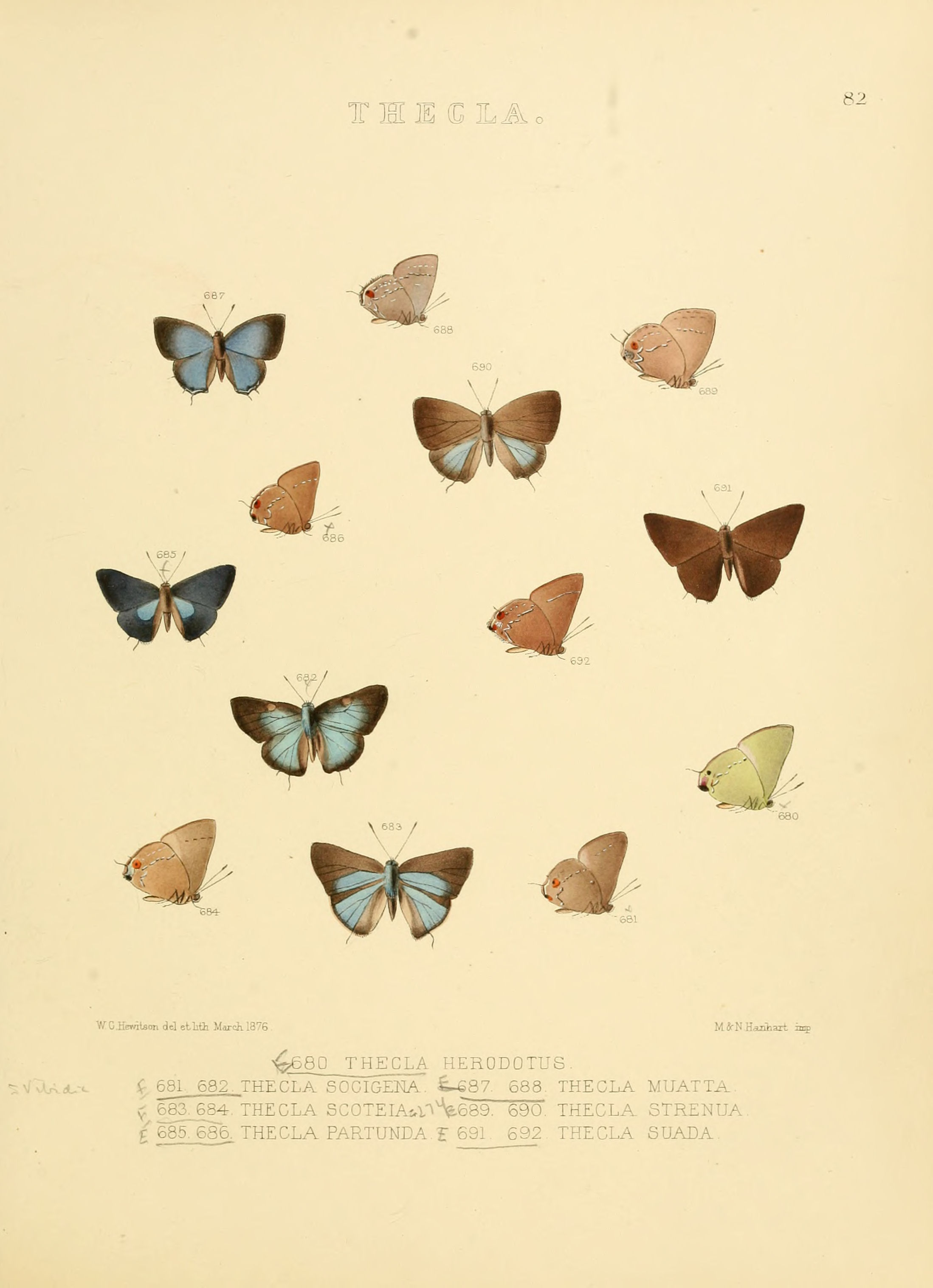